# كنديون جزائريون
الكنديون الجزائريون هم إما مواطنون كنديون ينحدرون من أصول جزائرية أو أشخاص ولدوا في الجزائر ويقيمون في كندا. وفقا لتعداد 2011 كان هناك 49110 شخص كندي يدعي أنه من أصول جزائرية بشكل كلي أو جزئي. تعتبر كندا موطنا لأكبر جالية جزائرية في أمريكا الشمالية.

## شخصيات بارزة
- زاهو، مغنية.
- ليندا تالي، مغنية وكاتبة أغاني.